# توماس ريغالادو
توماس ريغالادو (بالإسبانية: Tomás Regalado Romero) (و. 1861 – 1906 م) هو سياسي مستقل من السلفادور. تولى ريغالدو رئاسة السلفادور بين 14 نوفمبر 1898 إلى 1 مارس 1903 بعد خلعه الرئيس الأسبق رافائيل أنطونيو غوتيريز من الحكم.